# Axl Rose
W. Axl Rose (tên lúc sinh William Bruce Rose Jr.; tên sau này là William Bruce Bailey; sinh ngày 6 tháng 2 năm 1962) ca sĩ, nhạc sĩ, nhà sản xuất thu âm và nhạc sĩ người Mỹ. Anh là giọng ca chính của ban nhạc hard rock Guns N 'Roses, và cũng là thành viên duy nhất của ban nhạc kể từ khi thành lập năm 1985. Ngoài Guns N 'Roses, anh còn lưu diễn với ban nhạc rock Úc AC/DC vào năm 2016 trong 2 chặng cuối của Rock hoặc Bust World Tour khi Brian Johnson nghỉ ngơi do vấn đề thính giác.
Rose đã được vinh danh là một trong những ca sĩ vĩ đại nhất mọi thời đại bởi các phương tiện truyền thông khác nhau, bao gồm Rolling Stone và NME.
Born sinh ra và lớn lên ở Lafayette, Indiana, Rose chuyển đến đầu những năm 1980 đến Los Angeles, nơi anh trở nên tích cực trong lĩnh vực nhạc rock địa phương và tham gia một số ban nhạc, bao gồm Hollywood Rose và L.A. Guns. Năm 1985, ông đồng sáng lập Guns N 'Roses, người mà ông đã thành công và được công nhận vào cuối những năm 1980 và đầu những năm 1990. Album đầu tiên của họ, Appetite for Destruction (1987), đã bán được hơn 30 triệu bản trên toàn thế giới, và là album đầu tay bán chạy nhất mọi thời đại ở Hoa Kỳ với 18 triệu đơn vị được bán. Bản tiếp theo đầy đủ của nó, album đôi Use Your Illusion I và Use Your Illusion II (1991), cũng thành công rộng rãi; họ lần lượt ra mắt ở vị trí số 2 và số 1 trên Billboard 200 and have sold a combined 35 million copies worldwide.
Sau năm 1994, sau khi kết thúc hai năm rưỡi Use Your Illusion Tour, Rose biến mất khỏi cuộc sống công cộng trong vài năm, trong khi ban nhạc tan rã vì sự khác biệt cá nhân và âm nhạc. Là thành viên ban đầu duy nhất còn lại của mình, anh ta có thể tiếp tục làm việc dưới biểu ngữ Guns N 'Roses vì anh ta đã có được tên ban nhạc một cách hợp pháp. Năm 2001, anh xuất hiện trở lại với một đội hình mới của Guns N 'Roses tại Rock in Rio 3, và sau đó đã chơi các chuyến lưu diễn hòa nhạc định kỳ để quảng bá cho sự trì hoãn lâu dài Chinese Democracy (2008), đã nhấn mạnh những kỳ vọng thương mại của ngành công nghiệp âm nhạc mặc dù có những đánh giá tích cực khi phát hành. Vào năm 2012, Rose được giới thiệu vào Đại sảnh Danh vọng Rock and Roll với tư cách là thành viên của Guns N 'Roses, mặc dù anh đã từ chối tham dự sự kiện và yêu cầu loại trừ khỏi Hội trường. Vào năm 2016, Rose đã tái hợp một phần đội hình "kinh điển" của Guns N 'Roses và kể từ đó đã đi khắp thế giới như một phần của Not in This Lifetime... Tour. Cùng năm đó, Rose cũng lưu diễn với AC / DC, điền vào Brian Johnson với tư cách là ca sĩ chính của nhóm và bắt đầu chuyến lưu diễn vòng quanh thế giới với họ.

## Tiểu sử
Rose được sinh ra William Bruce Rose Jr. tại Lafayette, Indiana, là con cả của Sharon Elizabeth (nhũ danh Lintner), khi đó 16 tuổi và vẫn đang học trung học, và William Bruce Rose, lúc đó 20 tuổi. Anh có tổ tiên bên nội là Scotland-Ireland và bên ngoại người Đức. Cha của ông đã được mô tả là "một tội phạm địa phương rắc rối và lôi cuốn", và việc mang thai là không có kế hoạch. Cha mẹ anh ly thân khi Rose được khoảng hai tuổi, khiến cha anh bắt cóc và được cho là quấy rối anh trước khi biến mất khỏi Lafayette. Mẹ anh đã tái hôn với Stephen L. Bailey và đổi tên con trai thành William Bruce Bailey. Anh có hai người em trai, một người chị, Amy, và một người anh em cùng cha khác mẹ, Stuart. Cho đến năm 17 tuổi, Rose tin rằng Bailey là cha đẻ của mình. Anh chưa bao giờ gặp cha ruột của mình khi trưởng thành; William Rose Sr. đã bị sát hại trong Marion, Illinois, vào năm 1984 bởi một người quen hình sự đã bị kết án mặc dù cơ thể không bao giờ được phục hồi. Rose không tìm hiểu về vụ giết người cho đến nhiều năm sau.